# Henryk z Rynarzewa
Henryk z Rynarzewa herbu Topór (zm. 1339/1340) – wojewoda kaliski od 1335, wcześniej kasztelan nakielski i gnieźnieński.
Pochodził z rodu Pałuków. W 1299 lokował Rynarzewo z przywileju Władysława Łokietka. Brał udział w wojnie z Krzyżakami w 1331. Zorganizował manewr obronny nad Jeziorem Zaniemyskim, co zmusiło Krzyżaków do odwrotu pod Gniezno. Uczestniczył w Bitwie pod Płowcami. Obecny przy królu Kazimierzu w 1337 podczas zjazdu w Inowrocławiu, gdy były prowadzone rokowania pomiędzy Kazimierzem Wielkim, królem Czech Janem Luksemburskim i wielkim mistrzem zakonu Dietrichem von Altenburg. 